# XMail
XMailは、Windows NT, Windows 2000, Windows XP, FreeBSD, Linux, OpenBSD, Solarisで動作するオープンソースのメールサーバである。

## 関連ソフト

### CGI
- XMailCFG - XMailを設定するためのCGI
- K4 - ウェブメール用CGI（Windows版のみ）

### Windows用ソフト
- XMail Administrator - XMailのアカウント管理用ソフト（Windows版のみ）